# Banu Mazin
Els Banu Mazin foren algunes tribus d'Aràbia. Hi havia tribus anomenades Banu Mazin entre els grans grups: Banu Tamim, kays, rabia i iemenites, però existien moltes altres subtribus de les que Ibn al-Kalbi n'esmenta setanta. Està per tant descartat que siguin fraccions d'una sola tribu originària i el nom vindria no d'un nom propi (Maysan = Mazin) sinó d'un malnom, mazana, que vol dir "allunyar-se" i doncs es tractaria de diversos grups que es van separar de la tribu matriu en diferents llocs i moments.